# Poa pseudobulbosa
Poa pseudobulbosa är en gräsart som beskrevs av Norman Loftus Bor. Poa pseudobulbosa ingår i släktet gröen, och familjen gräs. Inga underarter finns listade i Catalogue of Life.